# Mirna Rubim
Mirna Rubim (Rio de Janeiro, 21 de dezembro de 1961) é um soprano lírico-spinto brasileira, atriz, preparadora vocal de espetáculos premiados, escritora e pesquisadora.

## Biografia
Iniciou seus estudos com Diva Pieranti, Carol McDavitt, Nelson Portella e Eliane Sampaio.
Nos EUA deu continuidade a seus estudos de canto com Martha Sheil e Marvin Keenze e trabalhou repertório com os renomados coaches Martin Katz, Nico Castel, Dalton Baldwin, J.J. Penna e Ricardo Ballestero, recebendo também, em 2003, orientação do soprano americano Grace Bumbry. Atualmente, no Brasil, faz o trabalho de repertório com o correpetidor Franco Bueno, quem a prepara em todos os seus papéis em óperas, concertos e recitais.
Desde 1996 tem se dedicado à ópera, à pedagogia vocal e à canção de câmara brasileira. Recebeu vários prêmios no Brasil e no exterior, incluindo o primeiro lugar no II Concurso Nacional de Canto em Brasília, em 1994 e foi finalista do Concurso da Associação Verismo de Ópera no Carnegie Hall, em janeiro de 2004.
É doutora em Voice Performance pela University of Michigan, Ann Arbor e professora adjunta de Canto na UNIRIO.
Mirna Rubim tem se apresentado no Teatro Municipal do Rio de Janeiro e de São Paulo, Teatro Amazonas, Sala Cecília Meireles, Centro Cultural Banco do Brasil dentre outros. Participa frequentemente de oficinas e masterclasses em festivais de música em todo o Brasil.
Dos vários papéis de seu repertório destacam-se os de Micaëla (Carmen) de Bizet; Liù (Turandot) Angelica (Suor Angelica), Cio-cio-san (Butterfly), Fidelia (Edgar), Manon (Manon Lescaut), de Puccini; Donna Elvira (Don Giovanni), Pamina (Die Zauberflöte), Contessa (Le Nozze di Figaro), Fiordiligi (Così fan tutte) de Mozart; Violetta (La Traviata), Aida (Aida), Elvira (Ernani), Desdemona (Otello), Amelia (Un Ballo in Maschera) de Verdi; Margherite (Faust) de Gounod; Margherita (Mefistofele) de Boito; Elisabeth (Tannhäuser) Wagner; Magda Sorel (The Consul) de Menotti.
Nos EUA apresentou-se em inúmeros recitais de música brasileira, espanhola, barroca, e ópera em Ohio, Colorado, New York, Orlando e em Michigan, onde cantou o papel principal da ópera Suor Angelica de Puccini e o papel de Magda Sorel da ópera The Consul de Menotti.
Em 2006, cantou o Cristo no Monte das Oliveiras de Beethoven, na abertura oficial do Teatro Municipal do Rio de Janeiro. Ainda no Rio, neste mesmo ano, foi convidada para cantar o Réquiem de Brahms com coro e orquestra do Teatro Municipal. Em agosto, foi uma das solistas na Oitava Sinfonia de Mahler com a Orquestra Petrobras Sinfônica no Teatro Municipal do Rio de Janeiro, sob regência de Isaac Karabitchewsky na programação do Projeto Aquarius, na praia de Copacabana para um público de cerca de vinte mil pessoas.
Em setembro de 2006, esteve em turnê pelo nordeste no projeto Cantos Brasileiros dentre os 15 selecionados pela FUNARTE para Circulação de Música de Concerto. Cerca de 60 canções brasileiras foram apresentadas em quatro estados nordestinos. Mirna Rubim fez duo com o tenor José Hüe acompanhados ao piano por Franco Bueno.
Mirna interpretou o personagem Pamina na montagem A Flauta Mágica de Mozart, no Teatro Municipal do Rio de Janeiro em aclamadas apresentações, sempre com lotação esgotada, no mês de outubro de 2006 e participou em 2004, da produção As Walkirias, realizada no Festival Amazonas de Ópera, sob regência de Antônio Malheiro.
Em 2007 fez a gravação de CD e DVD da obra Floresta do Amazonas de Villa-Lobos com a Orquestra Petrobras Sinfônica sob a regência do maestro Isaac Karabitchevsky.
Foi convidada para compor o Júri do Primeiro Concurso Internacional de Canto da Amazônia, realizado em Belém (Pará).

## Discografia
- 1988 - "Noites e Sonhos" - Músicas brasileiras, árias de ópera e concertos.
- 1986 - "O Som de Almeida Prado" - Quatro Poemas de Manuel Bandeira

## Filmografia

### Televisão
| Ano  | Título           | Personagem           | Notas                          |
| ---- | ---------------- | -------------------- | ------------------------------ |
| 2009 | Toma Lá, Dá Cá   | Fermata              | Episódio: "Safados na Pista"   |
| 2010 | A Vida Alheia    | Mirella Schiavo      | Episódio: "Uma Noite na Ópera" |
| 2024 | O Som e a Sílaba | Leonor Delis Procter | 8 episódios                    |